# کیاورانو
کیاورانو (به ایتالیایی: Chiaverano) یک کومونه در ایتالیا است که در استان تورین واقع شده‌است.

## خصوصیات
کیاورانو ۱۲٫۰ کیلومترمربع مساحت و ۲٬۱۵۰ نفر جمعیت دارد و ۳۲۹ متر بالاتر از سطح دریا واقع شده‌است.